# Stowe, Dominica
Stowe este un oraș din Dominica.